# Der fliegende Cowboy
Der fliegende Cowboy ist ein US-amerikanischer Stummfilmwestern aus dem Jahr 1928 von B. Reeves Eason mit Hoot Gibson in der Hauptrolle.

## Handlung
Der Cowboy Bill Hammond, der auf eine Ranch eingeladen wurde, um Wild-West-Shows aufzuführen, landet mit einem Fallschirmsprung im Pool. Unterdessen versuchen zwei Gangster, die sich auf der Ranch aufhalten, sich die Juwelen der Gäste anzueignen. Der Cowboy nimmt die Banditen fest und holt den Schmuck zurück.

## Hintergrund
Da keine Kopien der sechs Filmrollen existieren, gilt der Film als verschollen.

## Veröffentlichung
Die Premiere des Films fand am 12. Mai 1928 in New York statt. 1929 kam er im Deutschen Reich und in Österreich in die Kinos.

## Kritiken
Die Variety nannte das Werk einen erstklassigen Western.